# Hollywood Dream: The Ride
Hollywood Dream: The Ride (jap. ハリウッド・ドリーム・ザ・ライド, Hariuddo Dorīmu Sa Raido) in den Universal Studios Japan im japanischen Osaka ist eine Stahlachterbahn vom Modell Hyper Coaster des Herstellers Bolliger & Mabillard, die am 9. März 2007 eröffnet wurde. Die Besonderheit der Bahn ist ein eingebautes Soundsystem, das sich in den Kopfstützen befindet. Der Fahrgast kann eines von fünf Liedern aussuchen, das er während der Fahrt hören möchte. Die Auswahl geschieht individuell über entsprechende fünf Knöpfe auf den Sicherheitsbügeln.
Zurzeit stehen folgende Lieder zur Auswahl:
- Bon Jovi Homebound Train
- Eminem Lose Yourself
- The Beatles Get Back
- Dreams Come True Osaka Lover
- Kobukuro The Wing Named You

Nachdem der Zug den 44 m hohen, halbgeschlossenen Lifthill hinaufgezogen wurde, beginnt die Musik zu spielen und der Zug fährt den First Drop hinab. Der Streckenverlauf ist als klassisches „Out-and-Back“ mit Abfahrten und Hügeln gehalten. Die beiden Richtungswechsel erfolgen in einem Horseshoe-Element und einer Helix.

## Züge
An den Zügen sind an jedem Wagen 250 LEDs angebracht, welche nachts in unterschiedlichen Abständen leuchten und ihre Helligkeit wechseln. Durch die Illuminierung und die Platzierung der Bahn direkt neben, beziehungsweise über der Hauptstraße des Parks wird sie auch für Zuschauer interessant.
Die fünf Züge von Hollywood Dream: The Ride besitzen jeweils neun Wagen. In jedem Wagen können vier Personen (eine Reihe mit vier Personen) Platz nehmen. Zur Steigerung der Kapazität besitzt die Bahn eine Doppelladestation und erreicht damit maximal 2000 Personen pro Stunde.
Passagiere müssen mindestens 132 cm groß sein, um mitfahren zu dürfen.
Das Soundsystem und die Beleuchtung werden durch in den Zügen eingebaute Akkumulatoren gespeist, die in den Stationen geladen werden.